# Чемпионат мира по снукеру 1934
Чемпионат мира по снукеру 1934 (англ. 1934 World Snooker Championship) — главный турнир в мире снукера, проводившийся в Lounge Billiard Hall, Ноттингем (Англия). Предыдущий чемпион, Джо Дэвис, успешно защитил свой титул, обыграв Тома Ньюмена со счётом 25:23.

## Результаты

### Финал
Джо Дэвис 25:23 Том Ньюмен 